# 민다우가스 미즈가이티스
민다우가스 미즈가이티스(리투아니아어: Mindaugas Mizgaitis, 1979년 10월 14일~)는 리투아니아의 전직 레슬링 선수이다. 2008년 하계 올림픽에서 동메달을 획득했으나 은메달리스트 하산 바로예프의 도핑 적발로 은메달로 승격되었다.

## 생애
카우나스에서 태어났다. 2005년 이즈미르에서 열린 유니버시아드 대회에서 동메달을 획득했다. 
2008년 베이징에서 열린 올림픽 그레코로만형 최중량급에서 동메달을 획득했으며, 2016년에 은메달리스트인 러시아의 하산 바로예프의 메달이 박탈되어 은메달로 승격되었다. 이후 2010년 유럽 선수권 대회에서 동메달을 획득했다.